# 西尾隆矢
西尾隆矢（日语：西尾 隆矢，2001年5月16日—），日本足球運動員，現效力日職球隊大阪櫻花，司職中後衛。

## 俱樂部生涯
西尾隆矢2001年5月16日出生于大阪府八尾市，他从小的梦想是成为一名职业棒球运动员，但在大阪樱花青训学院长大的西尾隆矢选择了足球。2018年至2020年，西尾隆矢为大阪樱花U23梯队出场53次，正是在日丙联赛的经验，让西尾隆矢迅速成长，並入选了去年10月的日本U19国家集训队。
2020年赛季初，西尾隆矢被主帅莱维尔·库尔皮提拔，并且他在与清水心跳的比赛中攻入职业生涯首粒进球。

## 外部連結
- 西尾隆矢的X（前Twitter）
- 西尾隆矢的Instagram帳戶